# PGC 9755
LEDA/PGC 9755 ist eine Galaxie im Sternbild Andromeda am Nordsternhimmel. Sie ist schätzungsweise 225 Millionen Lichtjahre von der Milchstraße entfernt und hat einen Durchmesser von etwa 65.000 Lichtjahren. Vom Sonnensystem aus entfernt sich das Objekt mit einer errechneten Radialgeschwindigkeit von näherungsweise 4.900 Kilometern pro Sekunde.

## Galaktisches Umfeld
| Nr. | Galaxie          | Alternativname          | Rek           | Dek           | Distanz/asec |
| --- | ---------------- | ----------------------- | ------------- | ------------- | ------------ |
| →   | LEDA/PGC 9755    | CGCG 539-044            | 02h33m40.16s  | +41d20m47.2s  | 0            |
| 1   | LEDA/PGC 2178643 | 2MASX J02335453+4117091 | 02h33m54.54s  | +41d17m09.3s  | 271.54       |
| 2   | LEDA/PGC 2180099 | 2MASX J02341780+4122206 | 02h34m17.80s  | +41d22m20.9s  | 433.99       |
| 3   | LEDA/PGC 2179618 | 2MASX J02342961+4120326 | 02h34m29.64   | +41d20m32.5ss | 557.10       |
| 4   | LEDA/PGC 2177335 | 2MASX J02330963+4112224 | 02h33m09.63s  | +41d12m22.5s  | 610.92       |
| 5   | LEDA/PGC 2176893 | 2MASX J02335416+4110371 | 02h33m54.22s  | +41d10m36.9s  | 630.46       |
| 6   | LEDA/PGC 9804    | CGCG 539-050            | 02h34m25.837s | +41d08m53.11s | 880.80       |
| 7   | PGC 9827         | UGC 2060                | 02h35m03.19s  | +41d21m26.5s  | 935.78       |